# Paranthropus robustus
Paranthropus robustus (lub Australopithecus robustus) – przedstawiciel australopiteków masywnych.
Zamieszkiwał Afrykę południową około 1,6 mln lat temu. Mniej więcej w tym samym czasie w Afryce Wschodniej żył Paranthropus boisei. Ich cechą charakterystyczną były masywne kości czaszki. Australopithecus robustus należy do bocznej linii rozwojowej człowieka, która zajęła niszę ewolucyjną w związku z wysychaniem Afryki. Gatunek wymarł.